# Muskar XII
Vous lisez un « bon article » labellisé en 2022.
Muskar XII est un personnage de fiction des Aventures de Tintin, créé par Hergé. Il apparaît dans l'album Le Sceptre d'Ottokar, en 1939. Roi de Syldavie, il figure au centre d'un complot tramé par la Bordurie voisine pour le renverser et procéder à l'annexion du pays. Les conjurés prévoient de dérober  son sceptre dans les jours qui précèdent la Saint-Wladimir, fête nationale, ce qui le contraindrait à abdiquer. Soucieux du bien-être de son peuple, il envisage de céder le pouvoir mais Tintin parvient à déjouer le complot et à restaurer son autorité.
De même que la Syldavie est inspirée des États balkaniques, le personnage de Muskar XII évoque un certain nombre de souverains européens du début du XXe siècle, à l'image de Zog Ier, qui règne sur l'Albanie de 1928 à 1939.
Comme d'autres souverains présentés dans la série, à l'image du maharadjah de Rawhajpoutalah, Muskar XII fait figure de monarque éclairé, proche de ses sujets et garant de la stabilité du royaume. En venant à son secours, Tintin se pose en défenseur d'une cause juste. L'essayiste Jean-Marie Apostolidès considère qu'à travers la perte du sceptre puis la restauration de son autorité royale, Muskar XII vit en quelque sorte la Passion puis la Résurrection de Jésus.

## Le personnage dans la série

### Description
Muskar XII est le roi de Syldavie, un État fictif d'Europe centrale inventé par Hergé. Il apparaît dans l'album Le Sceptre d'Ottokar, publié chez Casterman en novembre 1939 dans une première version en noir et blanc, puis dans une version colorisée en 1947.

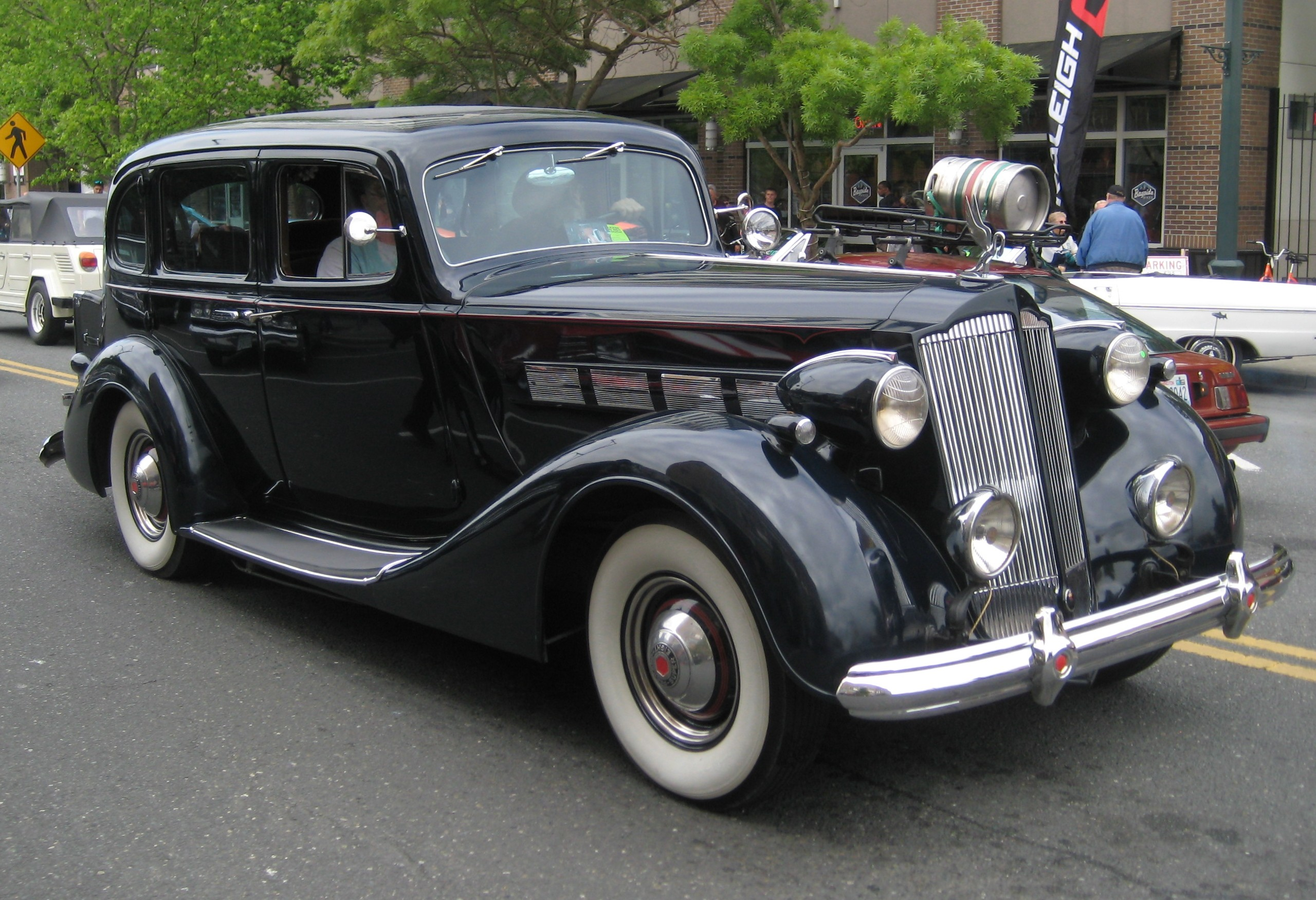
Une Packard Super Eight semblable à celle du roi.

Descendant du roi de Syldavie Ottokar IV, c'est un monarque éclairé qui conduit lui-même sa voiture, une Packard Super Eight coupé noire qu'Hergé a reproduite fidèlement, excepté le sens d'ouverture des portières,.

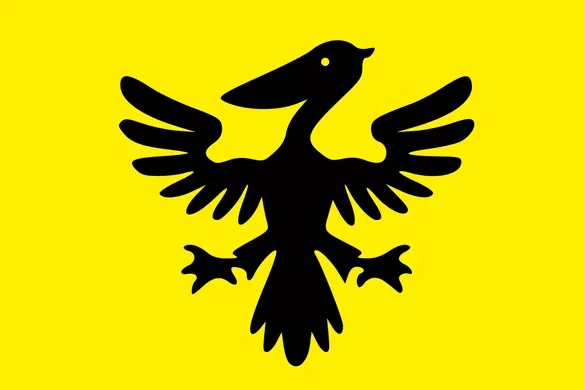
Le drapeau de la Syldavie.

Il figure au centre d'une conspiration de grande ampleur : la Bordurie voisine prévoit de dérober le sceptre royal — sans lequel il devrait abdiquer lors de la Saint-Wladimir, la fête nationale — afin d'envahir et d'annexer la Syldavie. Le complot est dirigé par le Zyldav Zentral Revolutzionär Komitzät (Z.Z.R.K., Comité central révolutionnaire syldave) et prend corps autour de Müsstler, chef du parti La Garde d'Acier, qui possède de nombreux complices dans l'entourage même du roi, comme son aide de camp, le colonel Boris, ou encore parmi les gardes chargés de la protection du palais royal.
Tintin a du mal à approcher le roi car les membres du complot l'en empêchent, le décrivant comme un anarchiste mais, quand il y parvient enfin, le roi comprend facilement la menace qui pèse sur son pays et ils partent ensemble au château Kropow pour tenter de protéger le fameux sceptre, symbole du pouvoir royal et de la stabilité du pays. Il se montre finalement plus attaché à la vie de ses sujets qu'à son propre trône, prévoyant d'abdiquer pour éviter que le sang ne coule,, mais le complot est déjoué à temps par Tintin, au grand soulagement du souverain. Muskar XII fait immédiatement arrêter les complices.
À la fin de l'album, le roi décore Tintin de l'ordre du Pélican d'Or, la plus haute distinction de Syldavie, pour le remercier de tous les services rendus,,.
Quand Tintin retourne en Syldavie dans Objectif Lune puis L'Affaire Tournesol, Muskar XII n'est plus mentionné. À partir de 1957, Muskar XII figure dans la galerie de portraits dans les pages de garde des albums des Aventures de Tintin. Dans ses notes pour Un jour d'hiver, dans un aéroport à la fin des années 1970, Hergé envisage parmi d'autres retours de personnages secondaires, dans l'aéroport où se concentre l'aventure, une réapparition de Muskar XII poursuivi par des Bordures.

### Sources d'inspiration
De nombreux spécialistes de l'œuvre d'Hergé, comme Pierre Assouline ou Philippe Goddin, relèvent la ressemblance physique entre le personnage de Muskar XII et le roi Zog Ier, qui a régné sur l'Albanie de 1928 à 1939, avant l'annexion de ce pays par l'Italie fasciste de Mussolini,. D'autres tintinologues, comme Yves Horeau, estiment que « les uniformes, les casquettes et les moustaches sont communs à trop de jeunes souverains ou prétendants d'avant-guerre » pour que l'on puisse confirmer une quelconque inspiration particulière. Il cite ainsi le cas d'Otto de Habsbourg, le fils de l'empereur d'Autriche Charles Ier, dont une photographie prise en grande tenue à Bruxelles en 1932 se rapproche du portrait de Muskar XII inséré par Hergé dans la brochure touristique consultée par Tintin dans l'avion qui le conduit en Syldavie. Alors qu'Yves Horeau cite également Boris III, roi de Bulgarie, comme source d'inspiration potentielle pour dresser le portrait de Muskar XII, le journaliste Tristan Savin évoque Alexandre Ier, roi de Yougoslavie, ou Alphonse XIII, roi d'Espagne, une hypothèse également retenue par Philippe Goddin, tandis que le critique de bande dessinée Dodo Niță avance le nom d'Alexandre Jean Cuza, prince souverain de Roumanie dans la seconde moitié du XIXe siècle. Benoît Peeters évoque quant à lui la ressemblance avec Léopold III, dans ce qu'il considère comme « une exaltation de la monarchie constitutionnelle à la belge ». Yves Horeau rappelle également la ressemblance entre Muskar XII et l'acteur Ronald Colman, qui interprète le rôle du roi Rudolf V de Ruritanie dans Le Prisonnier de Zenda, un film de 1937 dont l'intrigue est similaire à celle du Sceptre d'Ottokar.

Sosies crédibles du roi Muskar XII.
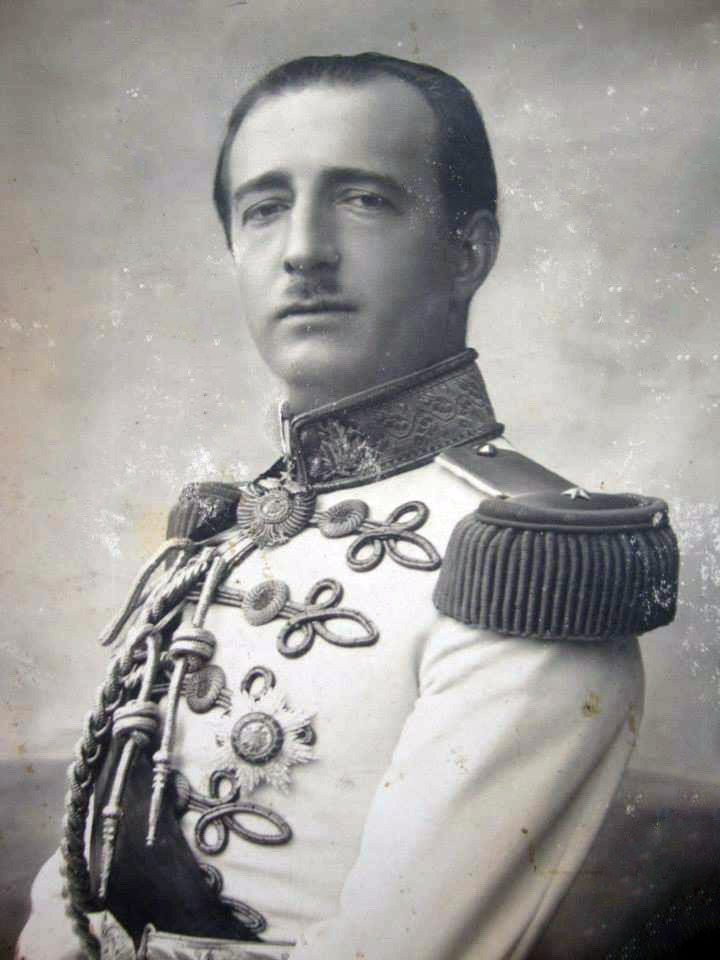
Zog Ier, roi d'Albanie.
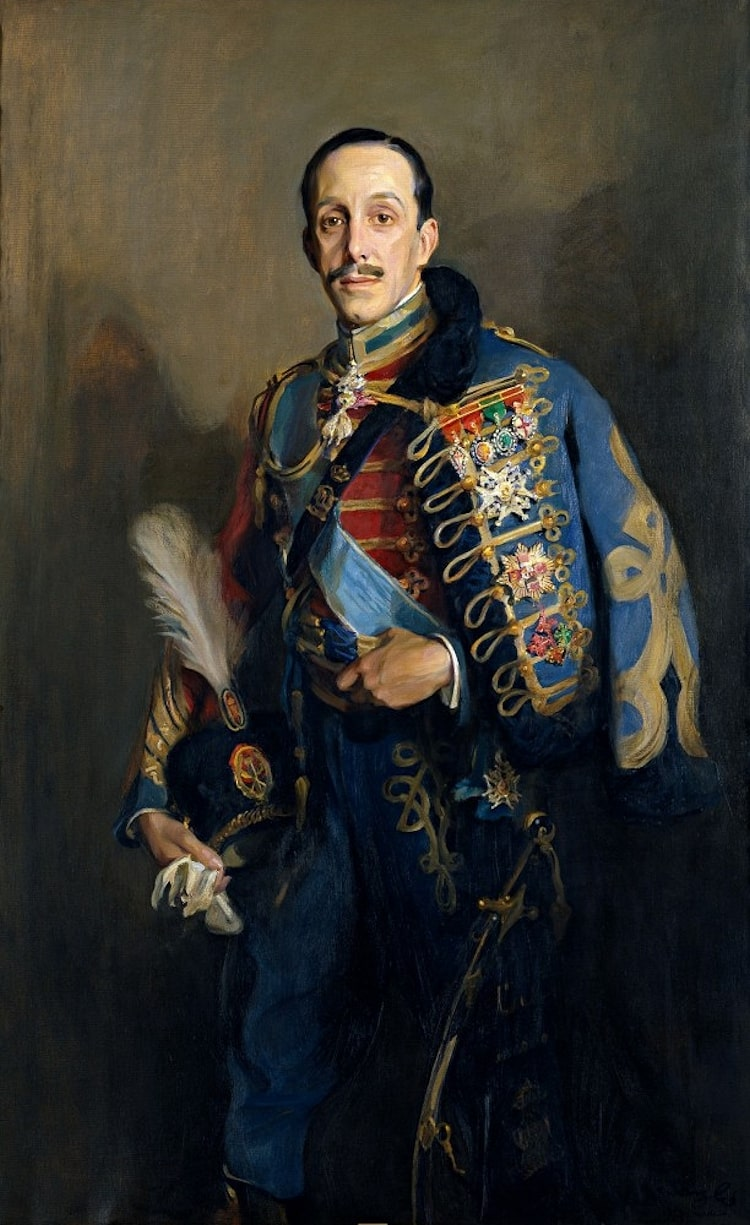
Alphonse XIII, roi d'Espagne.
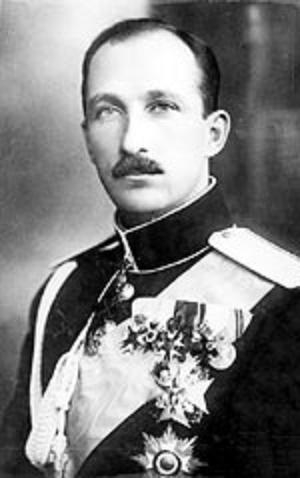
Boris III, roi de Bulgarie.
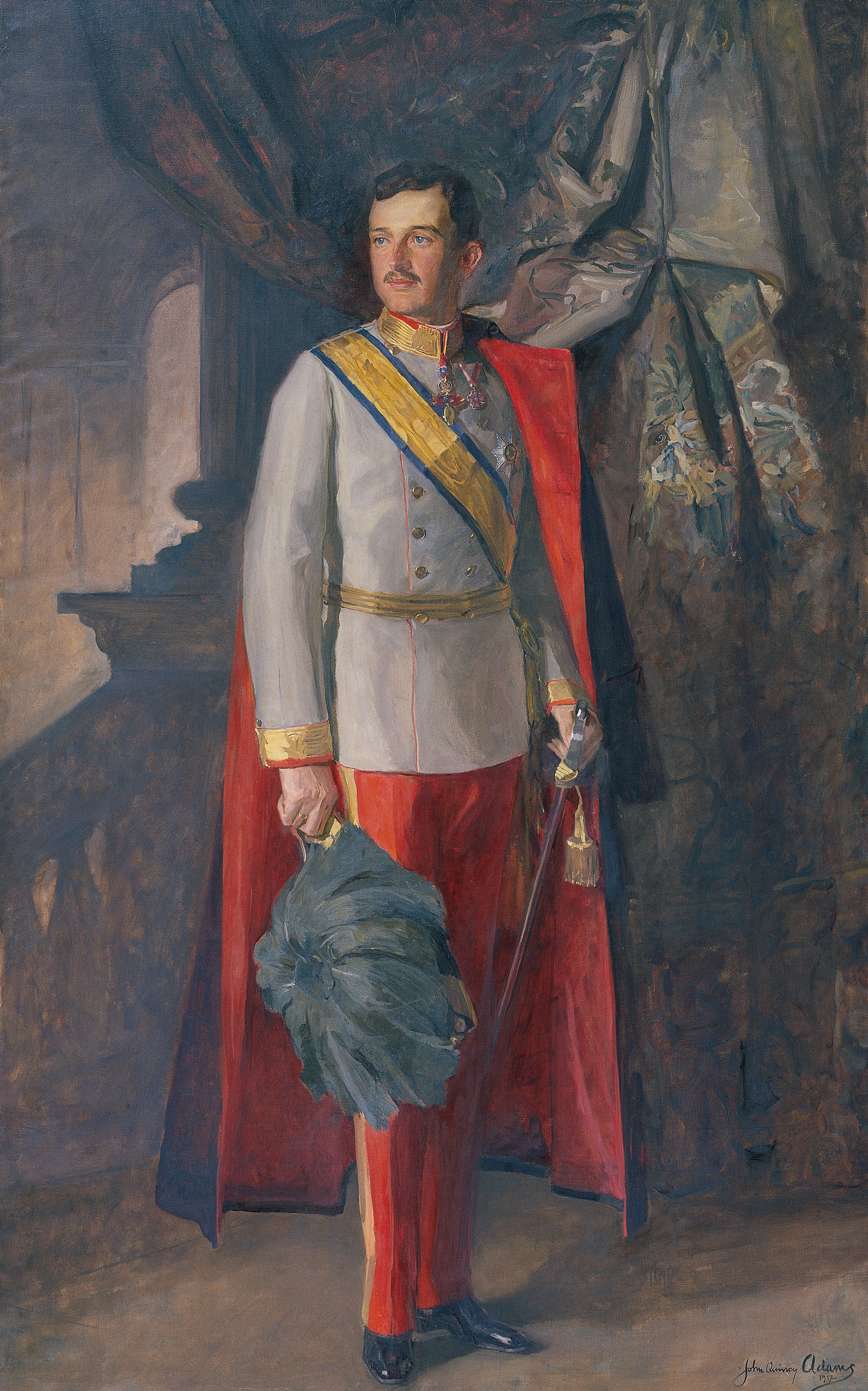
Charles Ier, empereur d'Autriche.
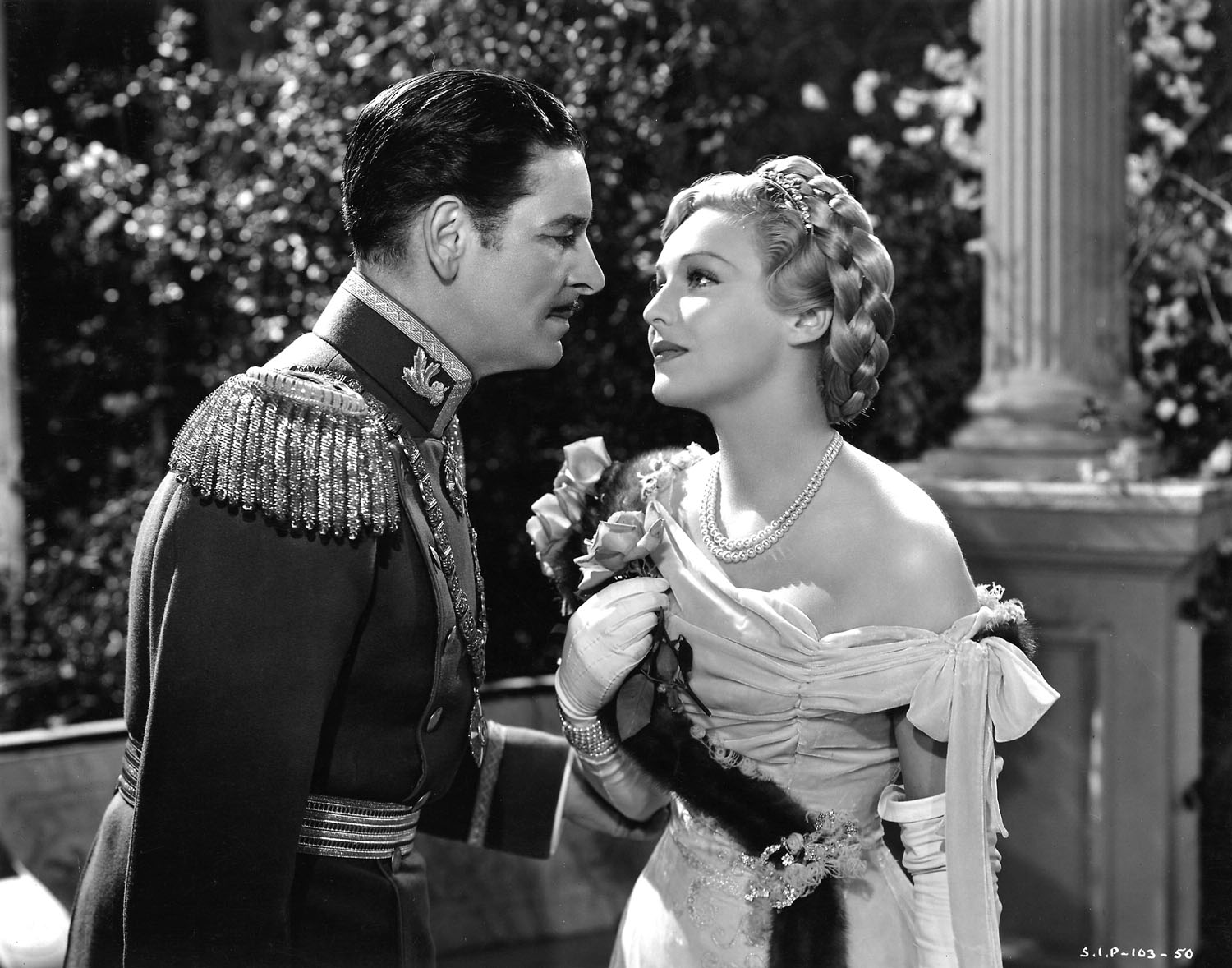
Ronald Colman dans Le Prisonnier de Zenda.

L'origine du nom « Muskar » est incertaine, mais le professeur de littérature Marc Angenot y lit un mot-valise issu de la contraction des patronymes du chef d'État italien Benito Mussolini et du roi de Roumanie Carol II.

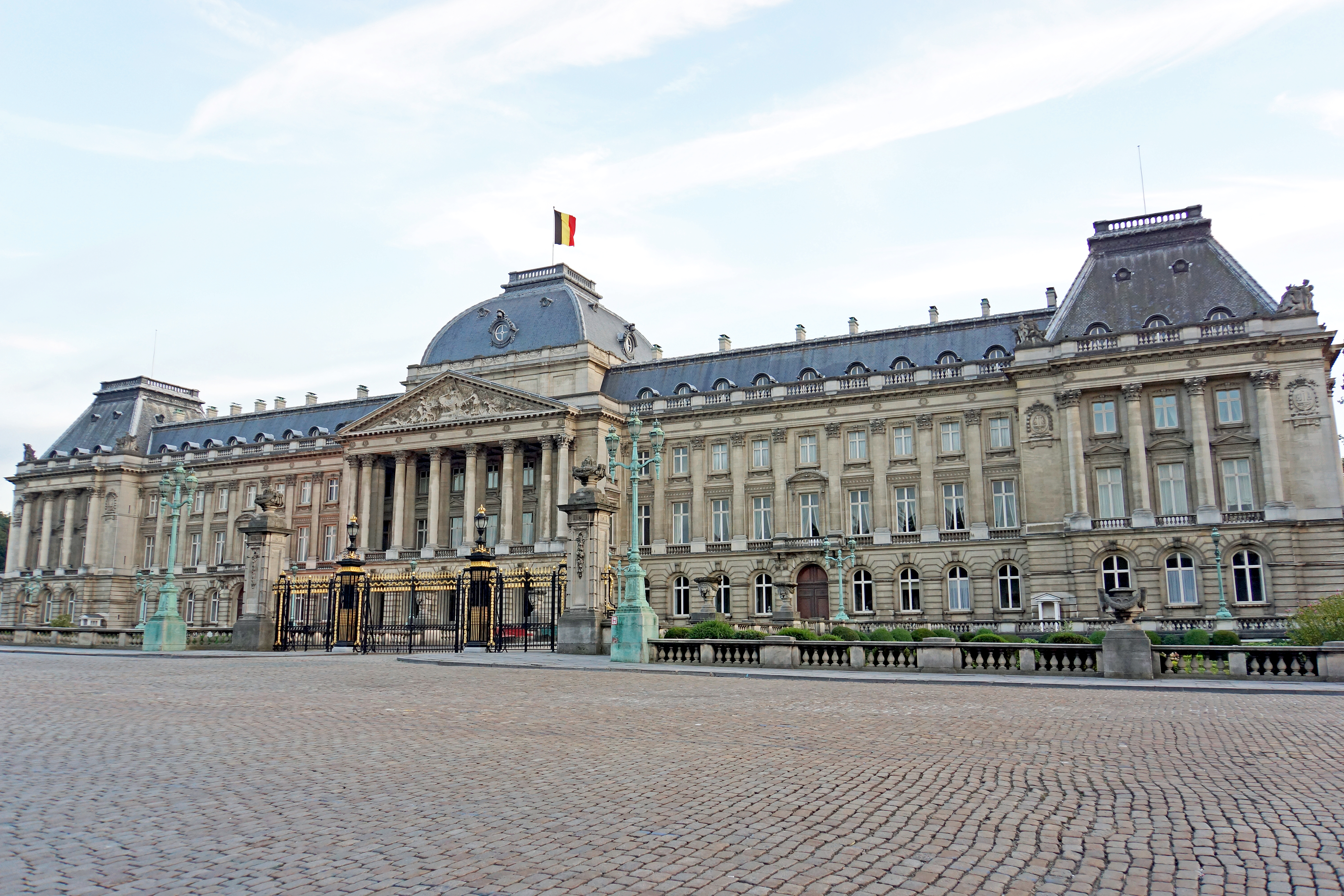
Le palais royal de Bruxelles inspire celui de Klow.

Le palais royal de Klow, résidence du roi de Syldavie, est fortement inspiré du palais royal de Bruxelles,.

## Analyse
Comme avant lui le maharadjah de Rawhajpoutalah, dans Les Cigares du pharaon, ou après lui l'émir Mohammed Ben Kalish Ezab, dans Tintin au pays de l'or noir, Muskar XII est présenté comme un bon monarque, soucieux du bien-être de son peuple. Comme eux, il est la cible d'ennemis cupides et sans scrupules que Tintin, défenseur d'une cause juste, réussit finalement à écarter,. Selon Pierre Skilling, historien de la bande dessinée, la présentation de ces figures monarchiques possède un intérêt double pour Hergé : d'une part, le dessinateur affirme ses propres convictions politiques en présentant la royauté comme garante de la stabilité politique du pays, d'autre part, la pompe qui entoure le souverain permet de conserver dans les aventures une dimension de conte de fées essentielle dans une œuvre pour la jeunesse,.
Pour autant, le roi est relativement passif face au complot qui le vise, préférant s'en remettre à Tintin qui lui est pourtant totalement inconnu. De même, avant que Tintin ne trouve lui-même les preuves du complot, Muskar XII fait preuve d'une grande naïveté et ne voit pas venir le danger : entre autres, il ne se doute pas que son aide de camp, le colonel Boris, figure parmi les conjurés. En déjouant le complot qui vise le roi, Tintin assure la permanence de son pouvoir légitime. Pour Benoît Peeters, « Le Sceptre d'Ottokar propose donc une exaltation de la monarchie constitutionnelle à la belge », à une période où elle est menacée par les visées expansionnistes de l'Allemagne nazie ou le nationalisme flamand.
L'essayiste Jean-Marie Apostolidès considère qu'à travers la figure de Muskar XII, le dessinateur « met en scène une passion, au sens christique du mot, celle du roi prêt à se sacrifier pour le peuple dont il est le père ». Ainsi, la disparition du sceptre peut représenter la mort symbolique du roi, tandis que son retour à l'aube du troisième jour apparaît comme une résurrection.

## Interprétations et postérité

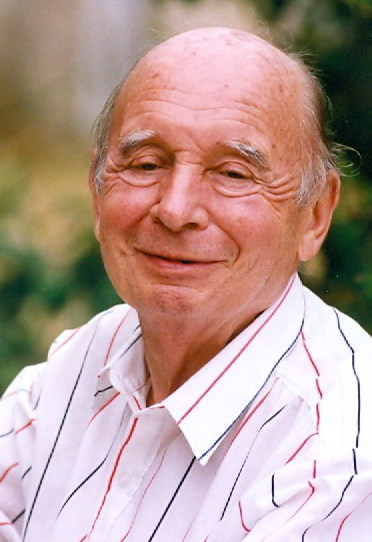
René Clermont prête sa voix au roi Muskar XII pour un enregistrement audio de l'aventure en 1961.

En 1961, le personnage de Muskar XII est interprété par René Clermont dans une adaptation radiophonique de l'album, produite par Nicole Strauss et Jacques Langeais pour la radiodiffusion-télévision française. Cette adaptation, diffusée en dix-neuf épisodes d'une dizaine de minutes, est distribuée en 1961 sous la forme d'un disque 33 tours aux éditions Pathé Marconi, réalisé par René Wilmet et Jean Jusforgues, sur une musique de Vincent Vial,.
Dans la série télévisée d'animation Les Aventures de Tintin, réalisée en 1991, il est doublé par Jean-Pierre Moulin.
Le personnage de Muskar XII est parfois mis en scène pour des événements publics ou culturels. Ainsi, en 2000, un homme interprète son rôle pour présider le gala Castafiore organisé par l'association des Pélicans noirs au Grand-Théâtre de Bordeaux. De même en 2010, dans la même ville, un Muskar XII de composition prononce un discours lors de l'inauguration de l'Esplanade du professeur Tournesol, au côté du maire Alain Juppé,. En 2012, le faux roi est à nouveau présent lors de l'interprétation de l'hymne national syldave créé par l'Opéra de Bordeaux.